# Tayshaneta whitei
Espèce
Tayshaneta whitei est une espèce d'araignées aranéomorphes de la famille des Leptonetidae.

## Distribution
Cette espèce est endémique du Texas aux États-Unis. Elle se rencontre dans les grottes Lithic Ridge Cave, Caracol Creek Coon Cave, Lithic Ridge Cave dans le comté de Bexar et Medina Dam Cave dans le comté de Medina.

## Description
Les mâles mesurent de 1,52 à 1,70 mm et les femelles de 1,41 à 1,80 mm.

## Étymologie
Cette espèce est nommée en l'honneur de Kemble White.

## Publication originale
- Ledford, Paquin, Cokendolpher, Campbell & Griswold, 2012 : Systematics, conservation and morphology of the spider genus Tayshaneta (Araneae, Leptonetidae) in central Texas caves. ZooKeys, no 167, p. 1-102 (texte intégral).